# 李豫 (光緒進士)
李豫（?—?），江西省袁州府萍鄉縣人，清朝政治人物、進士出身。
光緒十八年（1892年），参加光緒壬辰科殿試，登進士二甲48名。同年五月，改翰林院庶吉士。光緒二十年四月，散館，授翰林院編修。